# Suecia en los Juegos Paralímpicos de Arnhem 1980
Suecia estuvo representada en los Juegos Paralímpicos de Arnhem 1980 por un total de 93 deportistas, 75 hombres y 18 mujeres.

## Medallistas
El equipo paralímpico sueco obtuvo las siguientes medallas:
| Nombre                                        | Deporte          | Evento                                            |
| --------------------------------------------- | ---------------- | ------------------------------------------------- |
| Oro                                           |                  |                                                   |
| Kerstin Wiksén                                | Atletismo        | Pentatlón 5 femenino                              |
| Raymond Clark                                 | Atletismo        | Disco 5 masculino                                 |
| Raymond Clark                                 | Atletismo        | Jabalina 5 masculino                              |
| Raymond Clark                                 | Atletismo        | Peso 5 masculino                                  |
| Raymond Clark                                 | Atletismo        | Pentatlón 5 masculino                             |
| Leif Hedman                                   | Atletismo        | 60 m 1B masculino                                 |
| Lars Löfström                                 | Atletismo        | 100 m 3 masculino                                 |
| Bertil Swahn                                  | Atletismo        | 800 m CP C masculino                              |
| Jonas Andersson                               | Atletismo        | 800 m CP D masculino                              |
| Gösta Karlsson                                | Atletismo        | Peso B masculino                                  |
| Equipo                                        | Dartchery        | Dobles clase abierta mixto                        |
| Benny Nilsson                                 | Halterofilia     | –57 kg paraplejia masculino                       |
| Bengt Lindberg                                | Halterofilia     | +85 kg paraplejia masculino                       |
| S. Söderberg                                  | Halterofilia     | –85 kg amputación masculino                       |
| Arne Karlsson                                 | Halterofilia     | +85 kg amputación masculino                       |
| Annelie Ahrenstrand                           | Natación         | 100 m braza E femenino                            |
| Annelie Ahrenstrand                           | Natación         | 100 m espalda E femenino                          |
| Annelie Ahrenstrand                           | Natación         | 100 m libre E femenino                            |
| Annelie Ahrenstrand                           | Natación         | 100 m mariposa E femenino                         |
| Annelie Ahrenstrand                           | Natación         | 200 m estilos E femenino                          |
| Monika Lundborg                               | Natación         | 25 m Butterfly 3 femenino                         |
| Monika Lundborg                               | Natación         | 100 m estilos 3 femenino                          |
| Karen Liljedal                                | Natación         | 25 m espalda 1B femenino                          |
| Eva Lundkvist                                 | Natación         | 50 m braza CP C femenino                          |
| Helen Rönnegård                               | Natación         | 400 m libre C-D femenino                          |
| Göran Forsman                                 | Natación         | 50 m braza CP C masculino                         |
| Tore Nilsson                                  | Natación         | 100 m braza 5 masculino                           |
| Petter Fielding                               | Natación         | 100 m espalda B masculino                         |
| Anders Olsson                                 | Natación         | 100 m libre 4 masculino                           |
| Equipo                                        | Natación         | 4 × 100 m estilos 1A-6 masculino                  |
| Jonas Jacobsson                               | Tiro             | Rifle de aire de pie 2-5 mixto                    |
| Plata                                         |                  |                                                   |
| Tony Harborn                                  | Atletismo        | 80 m CP C masculino                               |
| Tony Harborn                                  | Atletismo        | 800 m CP C masculino                              |
| Rolf Johansson                                | Atletismo        | 100 m 4 masculino                                 |
| Jonas Andersson                               | Atletismo        | Salto de longitud CP D masculino                  |
| Gösta Karlsson                                | Atletismo        | Disco B masculino                                 |
| Kurt Henningsson                              | Halterofilia     | –75 kg amputación masculino                       |
| Nils Karreberg                                | Halterofilia     | +85 kg amputación masculino                       |
| Kerstin Eriksson                              | Natación         | 25 m espalda 1C femenino                          |
| Kerstin Eriksson                              | Natación         | 25 m libre 1C femenino                            |
| Monika Lundborg                               | Natación         | 50 m libre 3 femenino                             |
| Eva Lundkvist                                 | Natación         | 50 m libre CP C femenino                          |
| Monika Lindström                              | Natación         | 100 m libre 4 femenino                            |
| Eva Andersson                                 | Natación         | 100 m libre B femenino                            |
| Anders Olsson                                 | Natación         | 25 m mariposa 4 masculino                         |
| Anders Olsson                                 | Natación         | 200 m estilos 4 masculino                         |
| Göran Forsman                                 | Natación         | 50 m espalda CP C masculino                       |
| Göran Forsman                                 | Natación         | 50 m libre CP C masculino                         |
| Lars-Gunnar Andersson                         | Natación         | 100 m libre 5 masculino                           |
| Lars-Gunnar Andersson                         | Natación         | 200 m estilos 5 masculino                         |
| Petter Fielding                               | Natación         | 100 m mariposa B masculino                        |
| Petter Fielding                               | Natación         | 200 m estilos B masculino                         |
| Göran Eriksson                                | Natación         | 25 m espalda 1B masculino                         |
| Håkan Karlsson                                | Natación         | 100 m braza A masculino                           |
| Robert Jernberg                               | Natación         | 100 m braza CP D masculino                        |
| Frank Skaret                                  | Natación         | 100 m espalda A masculino                         |
| Sven Eryd                                     | Natación         | 100 m libre C-D masculino                         |
| Sixten Berner                                 | Natación         | 400 m estilos B masculino                         |
| Equipo                                        | Natación         | 4 × 100 m estilos A-B masculino                   |
| Equipo                                        | Natación         | 4 × 100 m libre A-B masculino                     |
| L. Karlsson                                   | Tenis de mesa    | Individual 4 femenino                             |
| G. Bosrup                                     | Tenis de mesa    | Individual C femenino                             |
| E. Larsson                                    | Tenis de mesa    | Individual F masculino                            |
| S. Johansson A. Pettersson                    | Tenis de mesa    | Equipo E masculino                                |
| K. Bergström E. Larsson                       | Tenis de mesa    | Equipo F masculino                                |
| Sune Appelkvist Nicolai Babkin Jan O. Carsson | Tiro con arco    | Ronda doble FITA por equipos amputación masculino |
| Equipo                                        | Voleibol sentado | Torneo masculino                                  |
| Bronce                                        |                  |                                                   |
| Kerstin Wiksén                                | Atletismo        | 60 m 5 femenino                                   |
| Eva Johansson                                 | Atletismo        | 400 m A femenino                                  |
| Bertil Swahn                                  | Atletismo        | 80 m CP C masculino                               |
| Göran Eriksson                                | Atletismo        | Pentatlón 1B masculino                            |
| Carina Essberg                                | Natación         | 50 m espalda J femenino                           |
| Carina Essberg                                | Natación         | 50 m libre J femenino                             |
| Eva Andersson                                 | Natación         | 100 m mariposa B femenino                         |
| Eva Andersson                                 | Natación         | 400 m estilos B femenino                          |
| Monika Lundborg                               | Natación         | 50 m braza 3 femenino                             |
| Helen Rönnegård                               | Natación         | 100 m espalda C-D femenino                        |
| Gunilla Moline                                | Natación         | 100 m libre A femenino                            |
| Britt-Marie Samuelsson                        | Natación         | 200 m estilos D femenino                          |
| Sixten Berner                                 | Natación         | 100 m braza B masculino                           |
| Sixten Berner                                 | Natación         | 200 m estilos B masculino                         |
| Anders Olsson                                 | Natación         | 100 m braza 4 masculino                           |
| Sven Eryd                                     | Natación         | 100 m braza C masculino                           |
| Petter Fielding                               | Natación         | 100 m libre B masculino                           |
| Robert Jernberg                               | Natación         | 100 m libre CP D masculino                        |
| Tore Nilsson                                  | Natación         | 100 m espalda 5 masculino                         |
| Lars Olsson                                   | Natación         | 200 m estilos 4 masculino                         |
| Håkan Karlsson                                | Natación         | 200 m estilos A masculino                         |
| L. Karlsson R. Soderberg                      | Tenis de mesa    | Equipo 4 femenino                                 |
| Jonas Jacobsson                               | Tiro             | Rifle de aire en tres posiciones 2-5 mixto        |
| Kent Andersson-Tannerstad                     | Tiro con arco    | Doble ronda FITA tetraplejia baja masculino       |